# Абдоминальная хирургия
Абдомина́льная хирурги́я — область медицинских знаний, целью которой является хирургическое лечение заболеваний и травм органов и стенок брюшной полости. Также абдоминальной хирургией называют отделение лечебного учреждения соответствующего профиля. Операции данного профиля являются одними из старейших в полостной хирургии. Именно с них начинается обучения врача хирурга полостным операциям. Значительная часть полостных операций является именно абдоминальными.
Ранения брюшной полости всегда представляли собой серьёзную проблему и до появления эффективных антибиотиков и антисептиков в большинстве случаев заканчивались смертью больного от сепсиса. Однако врачи, несмотря на это, продолжали совершенствовать методы оказания хирургической помощи. Об операциях на брюшной стенке упоминается в трудах Гиппократа, Галена, множестве средневековых и более современных медицинских трактатов.
Современная абдоминальная хирургия направлена на минимизацию операционной травмы, нанесённой больному в ходе лечения. Для этого всё более активно используются эндоскопические методы оперативного вмешательства.